# Viviana Ortiz
Viviana Ortiz Pastrana, (Corozal, 12 de septiembre de 1986) es una modelo y reina de belleza puertorriqueña. Ganadora del Certamen Miss Universe Puerto Rico 2011.

## Biografía
Completó su bachillerato en Telecomunicaciones y Proyección Escénica graduándose con honores magna cum laude de la Universidad del Sagrado Corazón en Puerto Rico. En la noche de certamen de la belleza más importante Miss Universo celebrado en el Credicard Hall de São Paulo, Brasil, Puerto Rico logró entrar al cuadro de la 16 semifinalistas. También trabajó como modelo.
Participó en el reality show Nuestra Belleza Latina 2013  transmitido por Univision, en la cual quedó segunda finalista ganándose una beca para estudiar en el CEA de Televisa en México.